# Anastasija Nazarenko
Anastasija Nazarenko (in russo Анастасия Назаренко?; Kaliningrad, 17 gennaio 1993) è una ginnasta russa.

## Biografia
Ha partecipato ai Giochi della XXX Olimpiade di Londra 2012, conquistando la medaglia d'oro con le proprie compagne della nazionale russa nel concorso a squadre.
Ai campionati mondiali ha conquistato tre medaglie d'oro, una d'argento ed una di bronzo, sempre nelle gare a squadre, in due edizioni delle rassegne iridate: a Mosca 2010 ed a Montpellier 2011.
Ai campionati europei ha conquistato tre medaglie d'oro, sempre nelle gare a squadre, a Brema 2010.

## Palmarès
Olimpiadi
- 1 medaglia:
  - 1 oro (concorso a squadre a Londra 2012).

Mondiali
- 7 medaglie:
  - 4 ori (5 attrezzi a squadre, 3+2 attrezzi a squadre a Mosca 2010; 5 attrezzi a squadre a Montpellier 2011; 3+2 attrezzi a squadre a Kiev 2013);
  - 1 argento (concorso a squadre a Montpellier 2011).
  - 2 bronzi (concorso a squadre a Mosca 2010; concorso a squadre a Kiev 2013).

Europei
- 3 medaglie:
  - 3 ori (concorso a squadre, 5 attrezzi a squadre, 3+2 attrezzi a squadre a Brema 2010).